# Katsura Tarō
Katsura Tarō (桂 太郎?  Hagi, 4 de enero de 1848 - Tokio, 10 de octubre de 1913) fue general del Ejército Imperial Japonés, político y tres veces primer ministro de Japón (11.º, 13.º y 15.º).

## Primeros años
Katsura nació en una familia de samurái, en la ciudad de Hagi, en el dominio de Chōshū (actual prefectura de Yamaguchi). En su juventud, se unió al movimiento sonnō joi, contrario al shogunato Tokugawa y participó en algunas de las principales batallas de la Guerra Boshin que condujeron a la Restauración Meiji.

## Carrera militar
El nuevo gobierno Meiji consideró que Katsura tenía un gran talento militar y fue enviado a Alemania donde estudiaría ciencia militar. Sirvió como agregado militar de la embajada japonesa en Alemania desde 1875 hasta 1878 y nuevamente desde 1884 hasta 1885. A su regreso a Japón, fue promovido a mayor general. Fungió en algunas posiciones claves del ejército, y en 1886 fue nombrado viceministro de Guerra.
Durante la primera guerra sino-japonesa (1894-1895) comandó la Tercera División al cargo de su mentor, el Mariscal de Campo Yamagata Aritomo. En dicha guerra, su división realizó una memorable marcha en pleno invierno desde la costa noreste del Mar Amarillo hasta Haicheng, ocupando finalmente Niuchwang, y efectuó una unión con el Segundo Ejército que se había movilizado a la península de Liaotung.
Después de la guerra, fue elevado con el título de shishaku (vizconde). También fue asignado como segundo Gobernador General de Taiwán, desde el 2 de junio de 1896 hasta octubre del mismo año. En sucesivos gabinetes entre 1898 y 1901 fungió como ministro de Guerra.

## Primer ministro
Katsura sirvió como 11.º, 13.º y 15.º primer ministro de Japón. Hasta el día de hoy (2007) ha tenido el período más largo como primer ministro.

### Primer gabinete
Katsura fue nombrado primer ministro por primera vez el 2 de junio de 1901 y se mantuvo en el cargo durante cuatro años y medio, hasta el 7 de enero de 1906, y que era considerado un récord en Japón en ese momento. Durante este período Japón surgió como un gran poder imperialista en el Este de Asia. En términos de asuntos exteriores, estuvo marcado por la Alianza Anglo-Japonesa de 1902 y la victoria sobre Rusia en la guerra ruso-japonesa de 1904-1905. El subsiguiente Convenio Taft-Katsura de 1905 con los Estados Unidos, brindó a Japón un protectorado efectivo sobre Corea. Katsura fue nombrado caballero gran cruz de honor de la Orden de San Miguel y San Jorge por el rey Eduardo VII del Reino Unido, y fue elevado al rango de marqués por el emperador Meiji.
Con la política doméstica, Katsura fue un político estrictamente conservador que lo distanció de la Dieta y de los partidos políticos. Sus políticas se asemejaban mucho con las de Yamagata Aritomo, y el asumió su responsabilidad ante el emperador. Disputó por el control del gobierno con el Rikken Seiyukai, el partido mayoritario de la Cámara Baja, y liberalizado por su archirrival, el marqués Saionji Kinmochi.
En enero de 1906, Katsura renunció al cargo de primer ministro a favor de Saionji debido a la impopularidad del Tratado de Portsmouth (1905), que finalizó la guerra entre Japón y Rusia. Sin embargo, su renunció fue parte de una movida hecha por Hara Takashi para alternar el poder entre Saionji y Hara.
El 1 de abril de 1906, fue condecorado con el Gran Cordón de la Suprema Orden del Crisantemo.

### Segundo gabinete
Katsura volvió a ser primer ministro desde el 14 de julio de 1908 hasta el 30 de agosto de 1911. Su segundo mandato fue notable por el Tratado de Anexión de Corea a Japón de 1910. Sin embargo, se volvió más impopular ya que el público percibía que Katsura estaba usando su cargo para amasar su fortuna personal y preferir los intereses del ejército (gunbatsu ) que del bienestar del pueblo. También encaró el disgusto popular al persistir su política de dominación hanbatsu.
Después de su renuncia, fue nombrado kōshaku (príncipe), Guardián del Sello Privado de Japón y un miembro del genrō.

### Tercer gabinete
El tercer mandato de Katsura fue breve, entre el 21 de diciembre de 1912 y el 20 de febrero de 1913. Este nombramiento provocó disturbios en el país, conocidos como la Crisis Política Taishō, ya que esta acción era vista como un complot del genrō en derrocar el gobierno constitucional Meiji. Sin embargo, Katsura creó su propio partido político, el Rikken Dōshikai, en un esfuerzo por legitimar su cargo. Sin embargo, se enfrentó a una moción de censura (el primero en la historia japonesa), y perdió el apoyo de sus copartidarios, renunciando en febrero de 1913. Fue sucedido por Yamamoto Gonnohyoe y su partido Rikken Doshikai tuvo el control de la Dieta. Katsura murió ocho meses después.